# Blava
Blava je uměle upravený vodní tok na západním Slovensku, v okrese Trnava. Je to pravostranný přítok řeky Dudváh s celkovou délkou 47,5 km. Blava je nížinným typem vodního toku, napájeného krasovou vyvěračkou. V současnosti je název „Blava“ nestandardizovaný, užívají se názvy „Horná Blava“ (od pramene po vtok do Horního Dudváhu) a „Dolná Blava“ (tok odčleňující se z koryta Horné Blavy a ústící do Dolného Dudváhu).